# Куприянов, Андрей Николаевич
Андре́й Никола́евич Куприя́нов (род. 30 июля 1950, Новосибирск, РСФСР, СССР) — советский и российский ботаник, автор книг по краеведению, книг для детей, доктор биологических наук (1993), профессор.
С 2001 года — директор Кузбасского ботанического сада, заведующий отделом экологии растительных ресурсов Института экологии человека СО РАН. Председатель Правления Кемеровской региональной экологической общественной организации «Ирбис»

## Биография
Родился в Новосибирске в 1950 году в семье преподавателя Николая Андреевича Куприянова (1918—1998) и медсестры Нины Александровны Куприяновой (1919—2013).
В 1972 году закончил Естественно-географический факультет Новосибирского государственного педагогического института, получив специальность учителя биологии и химии средней школы. Со второго курса он начал работать в Институте почвоведения и агрохимии СО АН СССР. Появились первые научные публикации.
После окончания института по распределению А. Н. Куприянов преподавал два года в Новосибирской области, а в 1975 году переехал в город Караганда. Проработав там год учителем химии и биологии, он устроился старшим лаборантом в лабораторию природной флоры Карагандинского ботанического сада (филиал ГБС АН КазССР).
В СССР в конце 70-х годов прошлого века активно проводились работы по изучению зарастания отвалов. Карагандинский ботанический сад также занимался этой проблемой. В 1979 году А. Н. Куприянов закладывает полигон по изучению зарастания отвалов бывшего Федоровского угольного разреза. Полученные результаты послужили основой написания кандидатской диссертации, которую Куприянов успешно защитил в Алма-Ате в 1982 году, а в 1993 году в Новосибирске, была защищена докторская диссертация.
С 1979 г. А. Н. Куприянов сотрудничает с лабораторией Химии природных соединений Химико-металлургического института АН КазССР, ныне это АО «Международный научно-производственный холдинг „Фитохимия“».
С 1989 г. по 1994 г. А. Н. Куприянов возглавлял Карагандинский ботанический сад АН КазССР.
С 1989 по 1994 гг. — депутат Карагандинского областного Совета народных депутатов, Председатель комиссии по экологии. При его активном участии была сформирована экологическая программа области, организован Каркаралинский национальный парк.
В 1994 г., по приглашению ректора Алтайского государственного университета В. М. Миронова, А. Н. Куприянов переехал в Барнаул на должность профессора кафедры ботаники университета.
В 1999 году А. Н. Куприянов получает звание профессора. Под его руководством и кураторством была выполнена инвентаризация всех заказников и памятников природы Алтайского края, создана и издана региональная Красная книга, появились первые районные Красные книги.
В 2002 г. администрация Кемеровского научного центра СО РАН пригласила А. Н. Куприянова возглавить Кузбасский ботанический сад (по 2004 гг. сад был филиалом ЦСБС СО РАН, в настоящее время ботанический сад является отделом "Федерального исследовательского центра угля и углехимии СО РАН. С 2002 года А. Н. Куприянов — директор Кузбасского ботанического сада ИЭЧ СО РАН (ФИЦ СО РАН). Собраны обширные коллекции природной и инорайонной флоры Сибири. Коллекции использовались при подготовке Определителей и природоохранных изданий Кемеровской области. Проведена большая работа по организации и изданию «Черной книги растений Сибири», «Красной книги Кемеровской области», Красных книг районов Кузбасса.
С 2012 г. А. Н. Куприянов возглавляет региональный Совет ботанических садов Сибири и Дальнего Востока. Профессор кафедры «Биоразнообразие и биоресурсы» Института биологии, экологии и природных ресурсов Кемеровского государственного университета,
Автор и соавтор более 450 научных работ.
Помимо научной деятельности Андрей Николаевич пишет книги для детей: «Сказки и истории затухающего костра» (2002 г.), «Природа Кузбасса, или Приключения зелёного кузнечика Кузи» (2004 г.), «Тайна заброшенной шахты» (2005 г.), «Сказки на все времена» (2007 г.), «Сказки и истории, рассказанные у костра» (2013 г.), «Приключения Маши из большого города: Небывальщина» (2019 г.).
В 2013 году А. Н. Куприянов получил Диплом Лауреата международного конкурса национальной литературной премии «Золотое Перо Руси» в номинации «Экология» за экологические сказки.
В 2015 году стал лауреатом X Международной литературной премии им П. П. Ершова за книгу «Сказки и истории, рассказанные у костра» (премия вручается за произведения для детей и юношества).
С 1998 г. является научным руководителем общественно-экологической экспедиции «Начни с дома своего», которая организована газетой «Природа Алтая». С 2002 г. — руководитель Кемеровской региональной экологической общественной организации «Ирбис». Много лет А. Н. Куприянов сотрудничал с Всемирным фондом дикой природы (WWF), при его активном участии сформирована система ООПТ Алтая-Саянского экорегиона.
С 1979 года является членом Русского ботанического общества, а с 2020 г. — Председатель Кузбасского отделения Русского ботанического общества. В настоящее время он является членом Общественной палаты Кемеровской области. Имеет многочисленные награды за заслуги перед Кузбассом — Золотой знак «Кузбасс» (2013) и «Почетный профессор Кузбасса» (2014), а также медали: «За веру и добро» (2011), «За достойное воспитание детей» (2015) и «За личный вклад в охрану окружающей среды» (2016).